# Eileen Desmond
Eileen Desmond, née Harrington, le 29 décembre 1932 à Kinsale et morte le 6 janvier 2005 à Cork, est une personnalité politique.

## Biographie
Eileen Desmond naît le 29 décembre 1932.